# Fort Saint-Joseph (rivière Sainte-Claire)
Ne doit pas être confondu avec Fort Saint-Joseph (rivière Saint-Joseph).
 (novembre 2023).
Si vous disposez d'ouvrages ou d'articles de référence ou si vous connaissez des sites web de qualité traitant du thème abordé ici, merci de compléter l'article en donnant les références utiles à sa vérifiabilité et en les liant à la section « Notes et références ».
Le Fort Saint-Joseph est un fort français construit par Daniel Greysolon, sieur du Lhut en 1686 sur la rivière Sainte-Claire et le lac Huron. 

## Historique
C'est le marquis de Denonville qui décida d’établir un poste de portage fortifié entre le lac Huron et le lac Michigan, deux importantes voies d’accès vers l’Ouest. Dulhut fut chargé de la construction du poste de Détroit, que l’on nomma fort Saint-Joseph et où 50 hommes furent placés en garnison. 
Le fort Saint-Joseph connut son apogée en 1687 lorsque environ deux cents coureurs des bois, environ cinq cents Algonquins, une trentaine de soldats français et quelques personnalités marquantes de l'époque, tels que Henri de Tonti, Nicolas Perrot, Olivier Morel de La Durantaye, renforcèrent la position française, sous le commandement du marquis de Denonville afin de se préparer à une attaque contre la Confédération des 6 Nations au cours de la guerre contre les Iroquois. Quant à Dulhut, il avait rejoint 400 guerriers qui rejoignirent le gros de l'armée française regroupée sur la rive du lac Ontario. La guerre reprit par ordre du ministre de la marine Jérôme Phélypeaux de Pontchartrain le 13 juin 1687: l’expédition contre les Iroquois quitta Montréal, avec 832 hommes des troupes de la marine, 900 hommes de milice et 400 Indiens alliés.
En 1688, le commandant du fort Louis-Armand de Lom d'Arce, baron de Lahontan remplaça le marquis de Denonville. Après un hiver de solitude, il quitta le fort le 1er avril 1688, pour Michillimakinac, sous prétexte d’aller chercher des provisions pour ses hommes, mais il est probable qu’il voulait surtout tromper son ennui et explorer les Grands Lacs. - «Je suis sur le point d'entreprendre un autre voyage, ne pouvant me résoudre à me morfondre ici l'hiver», explique-t-il dans sa 15e lettre. Accompagné de quatre ou cinq «bons chasseurs outaouais» et d'une partie de son détachement, il quitte Michillimakinac le 24 septembre 1688 pour un périple peut-être imaginaire. 
Le fort, par la suite perdit de son intérêt et finit par être abandonné. 
En 1814 fut reconstruit sur les ruines de l'ancien fort Saint-Joseph le fort Gratiot, construit par Charles Gratiot junior, fils de l'émigrant suisse Charles Gratiot, sur le site de Port Huron.